# 15599 Richardlarson
15599 Richardlarson este un asteroid din centura principală de asteroizi.

## Descriere
15599 Richardlarson este un asteroid din centura principală de asteroizi. A fost descoperit pe 7 aprilie 2000 la Socorro, New Mexico, în cadrul proiectului LINEAR. Asteroidul prezintă o orbită caracterizată de o semiaxă mare de 2,42 ua, o excentricitate de 0,10 și o înclinație de 3,6° în raport cu ecliptica.